# Wolffgang Hartmann
Wolffgang Hartmann (geb. vor 1606 in möglicherweise Danzig; gest. 1663 in Stockholm) war ein deutscher Kupferstecher und Maler.

## Leben

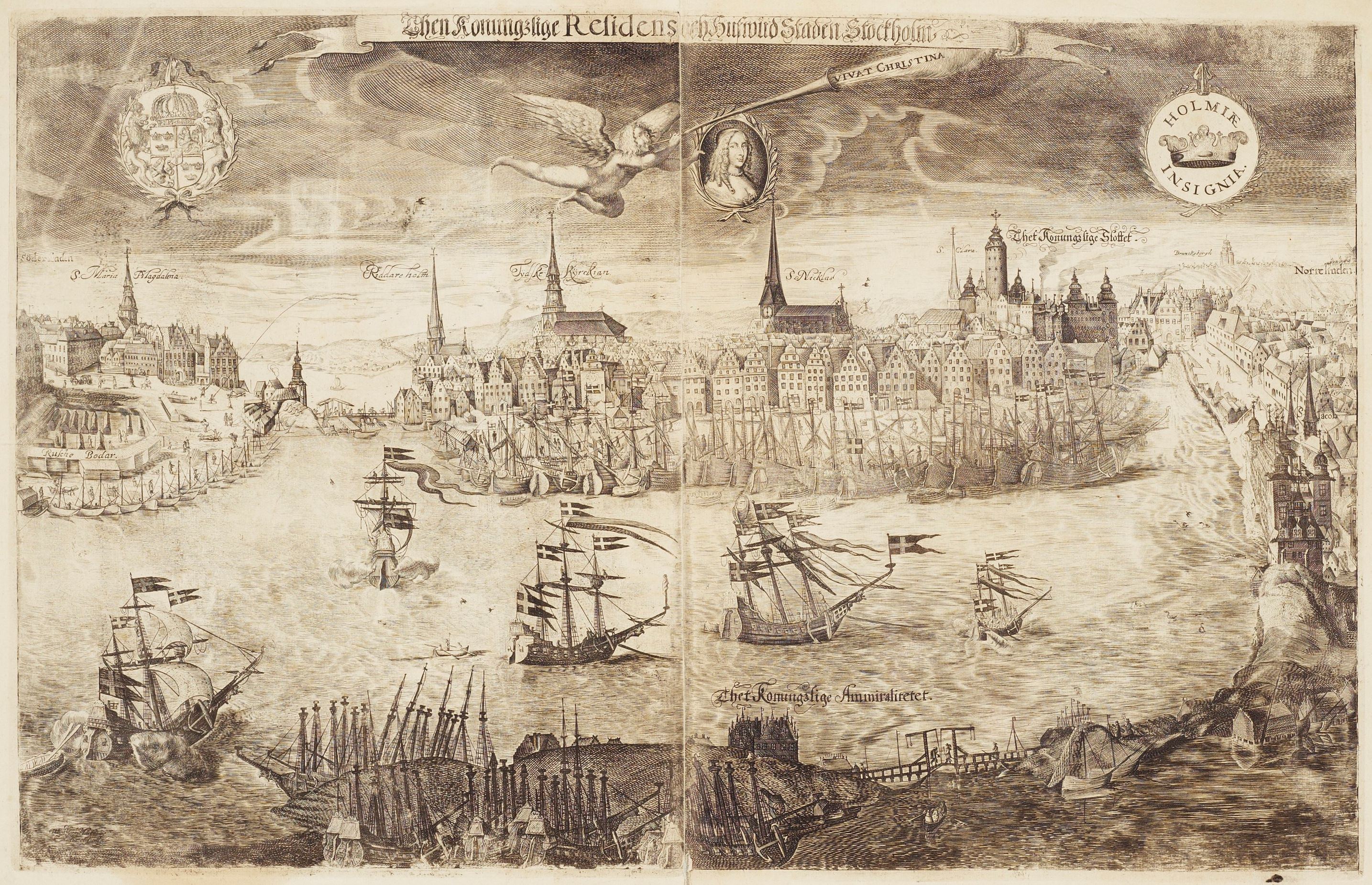
Stockholm von Osten (1650)

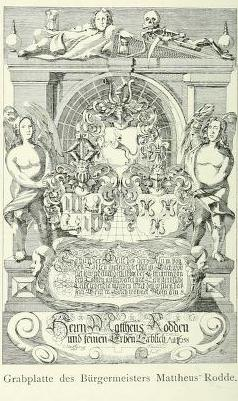
Messinggrabplatte Roddes in Marien (Wolffgang Hartmann fecit)

Die genauen Lebensdaten von Wolffgang Hartmann sind bislang nicht erforscht, möglicherweise wurde er in Danzig geboren. Seine Lebensdaten leiten sich aus seinem Schaffen ab. Überliefert sind Porträts und Stadtansichten. Hartmann war in Stockholm, Riga und um 1640 in Rostock tätig. In Lübeck schuf er um 1658 einen Kupferstich der Grabplatte für den Lübecker Bürgermeister Matthäus Rodde, die bereits zu dessen Lebzeiten in die Lübecker Marienkirche kam. Nach Hervé Brunons Beitrag über André Mollets Le jardin de plaisir … H. Keyser, Stockholm 1651 verstarb er 1663 in Stockholm.
Werke (Auswahl)
- Philipp Clüver (1580–1622), Geograf (1640)
- Johann Quistorp der Ältere (1584–1648), Theologe (1647)
- Gustaf Horn (1592–1657), schwedischer Feldherr (1652; Originalplatte 1923 im Dommuseum Riga)
- Matthias Reland (1599–1657),[4] Dompastor in Riga (1654)
- Laurenz Zimmermann, Ratsherr in Riga (ohne Datum, wohl um 1652; Originalplatte 1923 im Dommuseum Riga)
- Georg Gulten († 1663), Geschützgießer (ohne Datum)
- Nicolaus Henel von Hennenfeld (1582–1656), Syndikus in Breslau, Biograf und Historiker (ohne Datum)
- Justus Lipsius (1547–1606), flämischer Rechtsphilosoph und Philologe (ohne Datum)
- Heinrich Patkul von Rosenboeck (ohne Datum)
- Paul Buegel, Bürger von Nürnberg (ohne Datum)